# 楊喚
楊喚（1930年9月7日—1954年3月7日），本名楊森，遼寧興城人，兒童文學作家，是臺灣1950年代童詩的先驅是位十分出色的作家。

## 生平
西元1930年9月，楊喚（本名楊森）生於遼寧省興城市菊花島（今覺華島），早年母親病故，其繼母常常虐待小孩，使得他早年生活悲慘。楊喚8歲左右才讀小學。小學畢業後，楊喚考取初級農業職業學校牧畜科。
1947年，楊喚父親病故，他隨著二伯楊楓抵達天津，不久轉到青島，起先在報社擔任校對，不久後升任副刊編輯，並由青島文藝社出版第一本詩集《風景》。
1949年，隨中華民國政府以及中華民國國軍部隊到臺灣，任中華民國陸軍上士文書，並開始以金馬、楊喚、白鬱為筆名寫現代詩。楊喚的童年生活雖然悲慘，卻能跳脫悲情，以文學的熱忱，寫出一首首純真可愛的童詩。
1954年3月7日，上午8:40分為了觀賞電影《安徒生傳》，不顧路人的攔阻，闖越了臺北西門平交道（今西門町徒步區附近），因腳意外被鐵軌的隙縫卡住，不幸遭火車輾斃，得年24歲。
楊喚過世後，歸人等友人雖然想爲他出版作品，但卻力不從心，因為楊喚本身對於自己的作品，往往不加以保留，在給歸人的書簡中說「我寫過的東西多是不留底稿的」 甚至在過世前，更是將自身的作品、日記等加以燒毀，因此增加整理的困難。
1973年8月，國立編譯館出版的國民中學國文第一冊，編入其新詩（夏夜）一首。

## 著作
楊喚的詩有豐富的感情和趣味，並具有啟發性，是臺灣寫作兒童詩的先驅。一般被認為其文風受到1930年代中國詩人綠原的影響。 較有名作品有《夏夜》、《家》等。《楊喚全集》則是由楊喚的好友歸人編輯楊喚的作品出版，分兩冊，有詩、散文、童話、日記、書簡等五輯。

### 詩集
- 《風景》，臺北現代詩刊社，1954年9月
- 《楊喚詩集》，臺中光啟出版，1964年
- 《楊喚詩簡集》，臺中普天出版社，1969年
- 《夏夜》，臺北偉文圖書公司，1979年5月

### 童詩
- 《水果們的晚會》夏祖明圖，臺北純文學出版社，1976年12月
- 《水果們的晚會》龔雲鵬繪，臺北東方出版社，2016年11月

### 散文
- 《楊喚書簡》，臺中霧峰出版社，1969年9月

### 有聲
- 《水果們的晚會》楊喚文，黃本蕊圖，陳中申曲，新竹和英文化事業公司，2004年10月[4]

### 全集
- 《楊喚全集Ⅰ》歸人（黃守誠）編，臺北洪範書店，1985年5月
- 《楊喚全集Ⅱ》歸人編，臺北洪範書店，1985年5月

## 研究
- 《楊喚其人及其詩研究》，余翠如作，臺北國立臺灣師範大學國文研究所碩士論文，1991年。
- 《楊喚與兒童文學》，林文寶作，臺東東師院出版，1994年。
- 《楊喚童詩研究》，宋伊霈作， 東吳大學中國文學研究所碩士論文，2004年。
- 《楊喚兒童詩中的圖畫情境研究》，蕭寶玲作，臺中國立臺中教育大學，2008年7月。
- 《臺灣現當代作家研究資料彙編25楊喚》，須文蔚編選，國立臺灣文學館，2012年。

## 評價
- 歸人：「楊喚是天才，他有天賦的詩人氣質。我總是向我所深識的朋友這樣讚佩他。的確，在我所接觸過的文藝工作者之中，像他的才氣的，還沒有第二個人。」[5]
- 楊昌年：「《風景集》一再重印，讀者們終能了解他抒情詩的沉悒，童話詩博愛的價值。這就是「死後成名」了。想想那李白：在「水中撈月」的詩情背後，可能就是他侘傺落魄，慘絕苟活的自絕吧！那杜甫，不曾死於顛沛流離、飢寒病苦，卻竟脹死在牛肉白酒的飽啖之後，這兩位大詩人，當在那淒苦大去之際，何曾想到會有詩作流傳，名垂千古？筆者以為，死後成名或許比那些「秀才人微、取湮當代」的咽恨者差勝一籌，終究也不過是使人扼腕的空寥呵！」 [6]
- 周逸芬：「他的文字本身就有音樂性和豐富的畫面，最適合做成繪本。」[4]

## 外部連結
- 楊喚詩集-大紀元 （页面存档备份，存于）